# Valentín García Yebra
Valentín García Yebra (Lombillo de Los Barrios, El Bierzo, 28 d'abril de 1917 – Madrid, 13 de desembre de 2010) a ser un filòleg i traductor espanyol.
Va estudiar Filosofia i Lletres en la Universitat de Madrid, es va llicenciar en filologia clàssica (1944) i es va doctorar amb la tesi Las traducciones latinas de la metafísica de Aristóteles. Oposità a la càtedra de grec en l'Institut d'Ensenyament Mitjà de Santander i la va obtenir el 1945. Va ingressar el 1947 en el Consell Superior d'Investigacions Científiques. Entre 1955 i 1966 va dirigir l'Institut Politècnic Espanyol de Tànger, ocupant-hi la càtedra de grec; entre 1969 i 1974 va exercir la de l'institut madrileny Calderón de la Barca i des d'aquest últim any va iniciar l'Institut Universitari de Llengües Modernes i Traductors de la Universitat Complutense, on va exercir diversos càrrecs i va ensenyar teoria de la traducció. Entre 1943 i 1956 va ser lector especialista del Servei de Censura, encarregant-se de revisar i en molts casos de ratllar o prohibir obres literàries.
Fou elegit membre de la Reial Acadèmia Espanyola en gener de 1984. Ingressà el 27 de gener de 1985 amb un discurs sobre "Traducción y enriquecimiento de la lengua del traductor"; va participar activament en les comissions d'Etimologia i Gramàtica, i va ocupar la butaca "n". El 1997 va ingressar en l'Acadèmia Nord-americana de la Llengua Espanyola. Com a traductor se li deuen especialment versions de les llengües clàssiques (grec i llatí), com a diverses obres d'Aristòtil, el diàleg De amicitia de Ciceró, La guerra de les Gàl·lies de Cèsar i la Medea de Sèneca, però també de l'alemany, del francès, de l'italià i del portuguès; es recorda especialment les seves edicions trilingües (grec, llatí i castellà) de la Poètica i la Metafísica d'Aristòtil; va ser un prestigiós traductòleg, autor de diversos assaigs de l'especialitat.

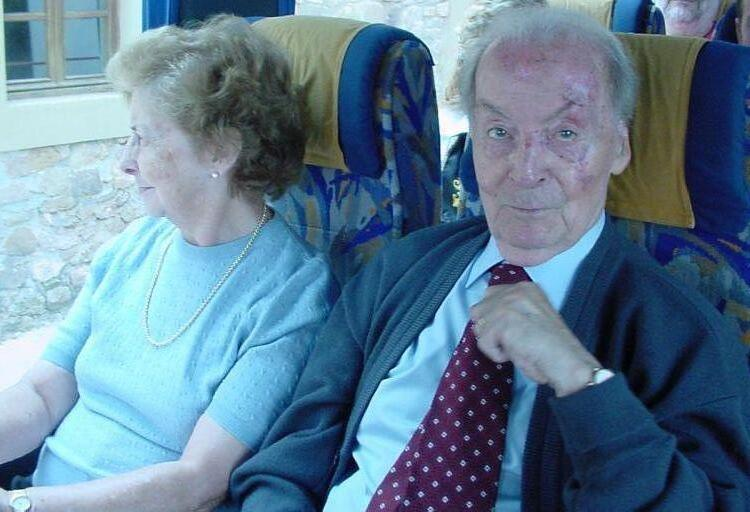
Valentín la seva esposa, «Lola».

Va obtenir el Premi Nacional de Traducció (1998), el Castella i Lleó de Ciències Socials i Humanitats en 2007, el premi Nacional de Traducció de Bèlgica (1964) per la seva versió de l'obra de Charles Moeller Literatura del siglo XX y cristianismo, l'Ibáñez Martín del CSIC (1971) per la seva edició trilingüe de La metafísica d'Aristòtil, el de la Fundació Nieto López de l'Acadèmia de la Llengua (1982), la Medalla d'Or de la Cultura de Puerto Rico (1996), el Nacional de Periodisme Miguel Delibes de l'Associació de la Premsa de Valladolid (2004) pel seu article "Desajustes gramaticales" (publicat al diari ABC) i Lleonès de l'Any el 1988 de la Cadena SER. És doctor honoris causa per la Universitat de Lleó i la Universitat Nacional i Kapodistríaca d'Atenes (Grècia).
Va ser membre del Consell Assessor de la Fundéu (Fundació de l'Espanyol Urgent) i membre del Comitè científic de la revista Paremia des de la seva creació el 1993. A Ponferrada hi ha un col·legi públic, conegut col·loquialment com a Col·legi de la Minera (Siderúrgica de Ponferrada), que porta el seu nom.

## Pensament traductològic
García Yebra aborda la teoria de la traducció des d'un punt de vista lingüístic, per la qual cosa veu aquell procés com la substitució d'unitats d'un codi per un altre. Parteix de la idea que la teoria de la traducció ha d'emmarcar-se en la lingüística, ja que la traducció s'exerceix sobre textos, conjunt de signes escrits que el traductor ha de comprendre en la llengua original i reexpresar en la de destinació.
És cèlebre la frase amb la qual, en el pròleg de la seva edició trilingüe de la Metafísica d'Aristòtil, va resumir la seva teoria: “La regla d'or per a tota traducció és, al meu judici, dir tot el que diu l'original, no dir res que l'original no digui, i dir-ho tot amb la correcció i naturalitat que permeti la llengua a la qual es tradueix”. Ha sentenciat que qui sàpiga combinar aquestes directives al mateix temps “mereixerà amb tota justícia el títol de traductor excel·lent”.

## Obra
Editorial Gredos, fundada per Valentín García Yebra, Julio Calonde i Hipólito Escolar, fou l'encarregada d'editar la majoria de les seves obres:

### Traduccions
- Aguiar e Silva, Vítor Manuel de, Teoría de la literatura (1996, 1ª. ed., 12ª. impresión). ISBN 84-249-0045-6
- Aristóteles, Metafísica de Aristóteles (versión trilingüe), (1997, 2. ed., 3. imp.). ISBN 84-249-2176-3
- ——, Poética de Aristóteles (versión trilingüe), (1992, 1ª ed., 4ª imp.). ISBN 84-249-1200-4
- César, Cayo Julio, Guerra de las Galias (1985/2001, 3 volúmenes bilingüe Latín)
- ——, Guerra de las Galias (1996/1999, 2 volúmenes anotados Latín)
- Cicerón, Marco Tulio, De Amicitia, anotado (1987, 5ª edic.). ISBN 84-249-3396-6
- Gilson, Étienne, El realismo metódico (Encuentro Ediciones, S.A., 1997). ISBN 84-7490-460-9
- Giordano, Oronzo, Religiosidad popular en la Alta Edad Media (1983, 1ª. edic., 2ª. impres.). ISBN 84-249-0340-4
- Le Fort, Gertrud von, Himnos a la iglesia (Encuentro Ediciones, S.A., 1995). ISBN 84-7490-357-2
- ——, El velo de Verónica (Encuentro Ediciones, S.A., 1998). ISBN 84-7490-499-4
- Moeller, Charles, Literatura del siglo XX y cristianismo (6 volúmenes). ISBN 84-249-3337-0
- Schleiermacher, Friedrich, Sobre los diferentes métodos de traducir (2000). ISBN 84-249-2272-7
- Séneca, Lucio Anneo, Medea (1982, 2ª. edic./2001, 3ª. edic., 1ª. impr.). ISBN 84-249-0330-7/ISBN 84-249-2311-1

### Teoria de la traducció i gramàtica
- "Traducción y estilo", comunicación presentada al X Congreso Internacional de Lingüistas celebrado en Bucarest del 28 de agosto al 2 de septiembre de 1967
- Traducción y enriquecimiento de la lengua del traductor (1985 R.A.E./2004 Gredos). ISBN 84-249-2712-5
- Claudicación en el uso de preposiciones (1988). ISBN 84-249-1277-2
- En torno a la Traducción. Teoría. Crítica. Historia (1989, 2.ª ed.). ISBN 84-249-0895-3
- Traducción: Historia y Teoría (1994). ISBN 84-249-1653-0
- Teoría y Práctica de la Traducción (2 volúmenes), (1997, 3.ª ed. revisada). ISBN 84-249-1840-1
- Diccionario de galicismos prosódicos y morfológicos (1999). ISBN 84-249-1999-8
- Documentación, terminología y traducción (Editorial Síntesis, S.A., 2000, 1ª. edic., 2ª. impres.). ISBN 84-7738-748-6
- El buen uso de las palabras (2009). ISBN 978-84-249-3607-5
- Gonzalo García, Consuelo, et. al., Manual de documentación para la traducción literaria (Arco Libros, S.L.,2005). ISBN 84-7635-600-5
- Experiencias de un traductor (2006). ISBN 84-249-2799-0